# حبيب على مقاسي
حبيب على مقاسي (بالإنجليزية: Tall Girl)‏ هو فيلم كوميدي رومانسي أمريكي لعام 2019، من إخراج نزينغا ستيوارت، ومن سيناريو سام ولفسون، تم إصداره بواسطة نتفليكس في 13 سبتمبر 2019.

## روابط خارجية
- حبيب على مقاسي على موقع IMDb (الإنجليزية)
- حبيب على مقاسي على موقع روتن توميتوز (الإنجليزية)
- حبيب على مقاسي على موقع نتفليكس (الإنجليزية)
- حبيب على مقاسي على موقع ألو سيني (الفرنسية)
- حبيب على مقاسي على موقع فيلمافينيتي (الإسبانية)
- حبيب على مقاسي على موقع قاعدة بيانات الفيلم (الإنجليزية)
- حبيب على مقاسي على موقع ليتربوكسد (الإنجليزية)
- حبيب على مقاسي على موقع كينوبويسك (الروسية)